# 湖大区
湖大区（西班牙語：X Región de Los Lagos）是智利由北至南的第14个大区，由四个省组成：奥索尔诺省、延基韦省、奇洛埃省和帕莱纳省。大区中有智利第二大岛奇洛埃岛（Chiloé）和第二大湖延基韦湖（Lake Llanquihue）。大区首府为蒙特港，其它重要城市包括奥索尔诺、卡斯特罗市、安库德和巴拉斯港。这个大区还有智利陆地最窄处。面积48,583平方公里。